# Vandellia maxwellii
Vandellia maxwellii är en tvåhjärtbladig växtart som först beskrevs av Takasi Takashi Yamazaki, och fick sitt nu gällande namn av Fischer, Schäferhoff och Müller. Vandellia maxwellii ingår i släktet Vandellia och familjen Linderniaceae. Inga underarter finns listade i Catalogue of Life.